# Кари Байрън
Кари Елизабет Байрън (на английски: Kari Elizabeth Byron) е американска художничка и телевизионна водеща.
Най-известна като част от младшия екип на предаването на Discovery Channel „Ловци на митове“. Завършила е Университета на щата Сан Франциско. Прави скулптури с полимерна смола, отпадъчни материали, гваш, дърво и метали. Дебюта си като художник прави през 2004 г.
През 2010 г. започва собствено шоу по Science Channel – „Head Rush“.
Омъжена е за художника Пол Урих, от когото има една дъщеря – Стела Ръби (р. 2009 г.). Кари страда от фобия към замърсяване или заразяване; полувегетариантка е (изключва от диетата си месо на топлокръвни животни).